# São Gonçalo do Sapucaí
São Gonçalo do Sapucaí es un municipio brasileño del estado de Minas Gerais. Tiene una población estimada, a mediados de 2020, de 25,561 habitantes.
Se localiza en el sur de este estado, en la microrregión de Santa Rita do Sapucaí en las coordenadas 21°53′31″S 45°35′42″O / -21.89194, -45.59500. El principal acceso a la ciudad es por la Vía Fernão Dias a la altura del kilómetro 790.

## Etimología
El nombre de la ciudad se deriva del tupí sapuca-í, grito (sapuca) água/rio (í). São Gonçalo es un tributo al beato dominico portugués Gonzalo de Amarante.